# Соколовка (Казахстан)
Соколо́вка (каз. Соколов) — село у складі Кизилжарського району Північноказахстанської області Казахстану, до 1997 року центр ліквідованого Соколовського району. Адміністративний центр та єдиний населений пункт Соколовського сільського округу.
Населення — 2432 особи (2021; 2749 у 2009, 3773 у 1999, 4662 у 1989).
Національний склад станом на 1989 рік:
- росіяни — 78 %.